# Circolo Matematico di Palermo
El Circolo Matematico di Palermo (Círculo Matemático de Palermo) es una sociedad matemática italiana fundada en Palermo por el geómetra siciliano Giovanni B. Guccia en 1884. Comenzó a aceptar miembros extranjeros en 1888, y en el momento de la muerte de Guccia en 1914 era la sociedad matemática internacional más importante, con aproximadamente mil miembros. Sin embargo, posteriormente a esa fecha su influencia disminuyó.
Rendiconti del Circolo Matematico di Palermo, la revista de la sociedad, se publicó en una primera serie desde 1885 hasta 1941 y en una segunda serie continuada a partir de 1952. Springer Science+Business Media la publica desde 2008; los editores actuales son C Ciliberto, G. Dal Maso y Pasquale Vetro.
Entre los artículos influyentes publicados en Rendiconti se encuentra Sur la dynamique de l’électron (1906) de Henri Poincaré. Rendiconti también publicó la introducción los números normales, las versiones originales del teorema de Plancherel y el teorema de Carathéodory, la prueba del teorema de equidistribución de Hermann Weyl, y uno de los apéndices de Analysis Situs de Henri Poincaré.